# Smartiomyia macalpinei
Smartiomyia macalpinei är en tvåvingeart som beskrevs av Schneider 2010. Smartiomyia macalpinei ingår i släktet Smartiomyia och familjen stekelflugor. Inga underarter finns listade i Catalogue of Life.